# Salsola patentipilosa
Salsola patentipilosa är en amarantväxtart som beskrevs av Viktor Petrovitj Botjantsev. Salsola patentipilosa ingår i släktet sodaörter, och familjen amarantväxter. Inga underarter finns listade i Catalogue of Life.